# Tyler Nicholson
Tyler Nicholson (* 3. August 1995) ist ein kanadischer Snowboarder. Er startet in den Freestyledisziplinen.

## Werdegang
Nicholson nimmt seit 2011 an Wettbewerben der TTR World Snowboard Tour teil. Dabei holte er im März 2011 national im Slopestyle beim Ontario Provincial Championship in Mount St Louis seinen ersten Sieg. Bei den Olympischen Jugend-Winterspielen 2012 in Innsbruck erreichte er den sechsten Platz im Slopestyle. Sein erstes FIS-Weltcuprennen fuhr er im Januar 2013 in Copper Mountain, welches er auf dem 29. Platz im Slopestyle beendete. Im März 2013 gewann er Gold im Slopestyle bei den Snowboard-Juniorenweltmeisterschaften 2013 in Erzurum. Im selben Monat kam er bei den kanadischen Meisterschaft in Calgary auf den zweiten Platz im Slopestyle. Bei der The Shred Show 2013 in Whistler erreichte er den 14. Platz im Big Air und den dritten Platz im Slopestyle. Im März 2014 errang er im Slopestyle den dritten Platz beim Poney Session in St Lary, den zweiten Platz beim Grandvalira Total Fight in Grandvalira und den ersten Rang beim Snowcrown Ski and Snowboard Festival in Blue Mountain. Die Saison beendete er auf dem fünften Rang in der Tour-Slopestylewertung und dem zweiten Platz in der Tourgesamtwertung. Zu Beginn der Saison 2014/15 erreichte er den dritten Platz im Slopestyle bei den Dew Tour Mountain Championships in Breckenridge. Im Februar 2015 holte er im Slopestyle mit dem zweiten Platz in Stoneham seine erste Podestplatzierung im FIS-Weltcup. Zwei Wochen später belegte er den dritten Platz bei den Burton US Open 2015 in Vail und errang zum Saisonende den dritten Platz im Big Air-Weltcup. Zu Beginn der Saison 2015/16 kam er im Slopestyle bei The Mile High in Perisher Blue auf den zweiten Platz. Im weiteren Saisonverlauf errang er den zweiten Platz im Slopestyle bei den Laax Open in Laax und den zweiten Rang im Big Air beim Jamboree und Weltcup in Québec. Bei den X-Games Oslo 2016 in Oslo belegte er den 11. Platz im Big Air. Im März 2016 wurde er Neunter im Slopestyle bei den Burton US Open und kam bei den Snowboard-Weltmeisterschaften 2016 in Yabuli auf den 13. Platz im Big Air und auf den neunten Rang im Slopestyle. Zum Saisonende erreichte er den neunten Platz im Freestyle-Weltcup und den zweiten Rang im Big Air Weltcup. In der Saison 2016/17 errang er bei den Laax Open 2017 und zugleich Weltcup den dritten Platz im Slopestyle und bei den X-Games Norway 2017 in Hafjell den 12. Platz im Slopestyle und den neunten Platz im Big Air. Bei den Winter-X-Games 2017 in Aspen gewann er die Silbermedaille im Slopestyle. In der Saison 2017/18 belegte er bei den Olympischen Winterspielen 2018 in Pyeongchang den 13. Platz im Big Air sowie den siebten Rang im Slopestyle und bei den Winter-X-Games 2018 den sechsten Platz im Big Air sowie den fünften Rang im Slopestyle. Im folgenden Jahr errang er bei den Winter-X-Games den 17. Platz im Slopestyle.